# Euporie (Mond)
Euporie (auch Jupiter XXXIV) ist einer der kleinsten bekannten äußeren Monde des Planeten Jupiter.

## Entdeckung
Euporie wurde am 11. Dezember 2001 von Astronomen der Universität Hawaii entdeckt. Sie erhielt zunächst die vorläufige Bezeichnung S/2001 J 10.
Benannt wurde der Mond nach Euporie, einer der Horen aus der griechischen Mythologie. 

## Bahndaten
Euporie umkreist Jupiter in einem mittleren Abstand von 19.304.000 km in 550,74 Tagen. Die Bahn weist eine Exzentrizität von 0,1432 auf. Mit einer Bahnneigung von 145,8° gegen die lokale Laplace-Ebene ist die Bahn retrograd, d. h., der Mond bewegt sich entgegen der Rotationsrichtung des Jupiter um den Planeten.
Aufgrund ihrer Bahneigenschaften wird Euporie der Ananke-Gruppe, benannt nach dem Jupitermond  Ananke, zugeordnet. Sie ist der innerste Vertreter dieser Gruppe.

## Physikalische Daten
Euporie  hat einen mittleren Durchmesser von etwa 2 km. Ihre Dichte wird auf 2,6 g/cm³ geschätzt. Sie ist vermutlich überwiegend aus silikatischem Gestein aufgebaut.
Euporie weist eine sehr dunkle Oberfläche mit einer Albedo von 0,04, d. h., nur 4 % des eingestrahlten Sonnenlichts werden reflektiert. Ihre scheinbare Helligkeit beträgt 23,1m.